# علم الجينوم العصبي
علم الجينوم العصبي هو دراسة كيفية تأثير جينوم الكائن الحي في تطور جهازه العصبي ووظيفته. يعمل هذا الفرع على توحيد علم الجينوم الوظيفي وعلم الأحياء العصبي بهدف إيجاد فهم للجهاز العصبي ككل من منظور الجينوم.
يتألف الجهاز العصبي لدى الفقاريات من نوعي خلايا رئيسيين – الخلايا الدبقية العصبية والعصبونات. يمتلك الإنسان مئات الأنواع المختلفة من العصبونات، مع تنوع وظائف كل منها – يعمل بعضها على معالجة المنبهات الخارجية؛ تتولى عصبونات أخرى مهمة توليد الاستجابة على المنبه؛ يعمل نوع آخر على تنظيم البنى المركزية (الدماغ، العقد النخاعية) المسؤولة عن المعرفة، والإدراك وتنظيم الوظائف الحركية. تميل العصبونات الموجودة في هذه المناطق المركزية إلى تنظيم شبكات ضخمة وتتصل على نطاقات واسعة مع بعضها البعض. قبل توفر مصفوفات التعبير الجيني ونهج تسلسل الدنا، سعى الباحثون إلى فهم السلوك الخلوي للعصبونات (بما في ذلك تشكل المشابك والتطور العصبوني والمناطقية في الجهاز العصبي البشري) فيما يتعلق بعلم الأحياء الجزيئي والكيمياء الحيوية الكامنة خلفه، دون وجود أي فهم لتأثير جينوم العصبونات على تطورها وسلوكها. مع اتساع فهمنا الحالي للجينوم، تزايد الاهتمام في شبكات التفاعلات الجينية ودورها في الحفاظ على الوظيفة العصبونية والسلوك العصبوني داخل مجتمع العلوم العصبية البحثي. يسمح علم الجينوم العصبي للعلماء بدراسة الجهاز العصبي لدى الكائنات الحية في سياق هذه الشبكات التنظيمية والنسخية الكامنة. يختلف هذا النهج عن علم الوراثة العصبية، الذي يركز على دور الجينات المفردة دون النظر في سياق التفاعل الشبكي عند دراسة الجهاز العصبي.

## النهج

### ظهور علم الخلايا الحية عالية الإنتاج
في عام 1999، أبلغ كيريلي وتونوني لأول مرة عن تنميط التعبير الجيني للدماغ على مستوى الجينوم (باستخدام المصفوفات المكروية) مع النمط الظاهري السلوكي لدى الفئران. منذ ذلك الحين، جرى العمل على ملاءمة بيانات التعبير الجيني العالمية للدماغ، التي اشتُقت من المصفوفات المكروية، مع المواقع الكروموسومية للسمات الكمية السلوكية المختلفة (كيو تي إل إس) إلى جانب الإبلاغ عنها في العديد من المنشورات المتنوعة. مع ذلك، أظهرت النهج المعتمدة على المصفوفات المكروية بعض المشاكل الخاصة بها التي تسببت في إفناد التحليل – قد تؤدي حالة إشباع المسبار إلى تباين صغير جدًا قابل للقياس في التعبير الجيني بين الأفراد الفريدين جينيًا، وقد يؤدي وجود تعدد أشكال النوكليوتيد المفرد (إس إن بّي إس) إلى آثار تهجين. علاوة على ذلك، قد تهمل المصفوفات المكروية أنواعًا عديدة من حالات النسخ (نظير الرنا غير المشفر، والرنا الميكروي والرنا الرسول) نظرًا إلى طبيعتها القائمة على المسبار. قد تمتلك المسابر قراءات ربط خاصة بالنوع من شأنها إفناد التحليل المقارن.
من الجدير بالملاحظة أن الارتباط بين الأنماط السلوكية والمواقع الكروموسومية الجينية المفردة ذات النفوذية العالية واقع ضمن اختصاص أبحاث علم الوراثة العصبية، إذ ينصب التركيز فيها على تحديد العلاقة السببية البسيطة بين أحد الجينات عالية النفوذية المفردة من جهة وأحد السلوكيات / الوظائف الملاحظة من جهة أخرى. مع ذلك، ثبت أن العديد من الأمراض العصبية متعددة الجينات، وتتأثر بمجموعة مختلفة من الجينات والمناطق التنظيمية عوضًا عن جين مفرد معين. نتيجة لذلك، ظهر تحول من النهج القائمة على الجين المفرد إلى نهج الشبكات من أجل دراسة التطور العصبي والأمراض العصبية، إذ حدث هذا التحول مدفوعًا بشكل كبير بظهور منهجيات تسلسل الجيل التالي.

### نهج التسلسل من الجيل التالي
أظهرت الدراسات التوأمية أن اضطرابات الفصام، واضطراب ثنائي القطب، واضطراب طيف التوحد واضطراب نقص الانتباه مع فرط النشاط اضطرابات نفسية معقدة وراثيًا ووراثية إلى حد كبير. مع ذلك، شهدت دراسات الارتباط فشلًا كبيرًا في تحديد المتغيرات السببية للاضطرابات النفسية مثل الاضطرابات المذكورة، إذ يعود ذلك بشكل أساسي إلى بنيتها الجينية المعقدة. يمكن تجميع المتغيرات المتعددة ذات خطر النفوذية المنخفض لدى الأفراد والعائلات المصابة، بالإضافة إلى إمكانية اختلاف مجموعات المتغيرات السببية عبر العائلات. عملت الدراسات المتعلقة بهذا الموضوع على تحديد أساس متعدد الجينات للعديد من الاضطرابات النفسية المختلفة. على سبيل المثال، أمكن إيجاد العديد من الطفرات الجديدة المتطورة بشكل مستقل لدى مرضى آلزهايمر التي تسبب اضطرابًا في مجموعة مشتركة من المسارات الوظيفية المسؤولة عن إرسال الإشارات العصبونية. يحظى السعي نحو إيجاد فهم لعلم الأحياء السببي الكامن خلف الاضطرابات النفسية بدعم واسع النطاق من خلال القدرة على تحليل الجينوم الكامل لدى الأفراد المصابين والسليمين بطرق بعيدة عن التحيز.
مع توفر نهج تسلسل الجيل التالي الموازية بشكل هائل، استطاع العلماء النظر في ما يتجاوز القراءات التي يلتقطها المسبار للجينات المعبر عنها. يستطيع تسلسل الرنا، على سبيل المثال، تحديد 25-60% أكثر من الجينات المعبر عنها مقارنة بالمصفوفات المكروية. في الفرع الواعد لعلم الجينوم العصبي، يأمل العلماء تحسين فهمنا لكيفية تأثير التفاعلات بين الجينات والمسارات على الوظيفة الخلوية والتطور الخلوي، من خلال فهم أنماط الجينوم الخاصة بأجزاء مختلفة من الدماغ. من المتوقع نجاح هذا النهج في تحديد الشبكات الجينية الثانوية التي تتعرض للخلل في الاضطرابات العصبية، ما من شأنه بالتالي المساهمة في مخططات تطوير الأدوية المستخدمة في علاج أمراض الدماغ. تسعى مبادرة الدماغ التي انطلقت في عام 2013، على سبيل المثال، إلى «الإبلاغ عن تطوير العلاجات المستقبلية لاضطرابات الدماغ، بما في ذلك مرض آلزهايمر، والصرع وإصابة الدماغ الرضية».
سلطت دراسات ارتباط المتغير النادر (آر في إيه إس) الضوء على دور الطفرات الجديدة في العديد من الاضطرابات الخلقية وذات البدء المبكر خلال الطفولة مثل التوحد. أمكن تحديد العديد من هذه الطفرات المحدثة لاضطراب البروتينات بمساعدة مساهمات تسلسل الجينوم الكلي، وأمكن أيضًا التأكد من صحتها من خلال تسلسل الرنا. بالإضافة إلى ذلك، لا تمتلك هذه الطفرات إثراءً إحصائيًا في الجينات المفردة، لكنها تظهر عوضًا عن ذلك إثراءً إحصائيًا في مجموعات الجينات المرتبطة مع الشبكات المسؤولة عن تنظيم التطور العصبي والحفاظ على المكونات العصبية. يُعتبر مثل هذا الاكتشاف مستحيل الحدوث عند استخدام النهج القائمة على مركزية الجينات السابقة (علم الوراثة العصبي وعلم الأعصاب السلوكي). يسمح علم الجينوم العصبي باستخدام نهج قائم على نظام عالي الإنتاجية من أجل فهم الأساس متعدد الجينات للاضطرابات العصبية النفسية.

### دراسات التصوير العصبي والتخطيط البصري
بعد تحديد التوحد بوصفه أحد الاضطرابات البيولوجية المميزة في ثمانينات القرن العشرين، تمكن الباحثون من إيجاد شذوذات في نمو الدماغ في منطقة المخيخ خلال سنوات التطور المبكرة لدى لأفراد المصابين بالتوحد. أشارت الأبحاث اللاحقة إلى امتلاك 90% من أطفال التوحد حجم دماغ أكبر من أقرانهم بعمر 2 إلى 4 سنوات، بالإضافة إلى إظهارهم اتساعًا في محتوى المادة البيضاء والمادة الرمادية في المخ. ترتبط المادة البيضاء والرمادية في المخ مع التعلم والمعرفة على الترتيب، ويرتبط أيضًا تشكل اللويحات الشيخوخية في المادة البيضاء مع مرض آلزهايمر. سمحت هذه النتائج بتسليط الضوء على تأثير التغيرات البنيوية في الدماغ على الاضطرابات النفسية، إلى جانب تشجيعها استخدام تقنيات التصوير بهدف تخطيط مناطق التباين بين الأدمغة السليمة وتلك المصابة بالمرض. علاوة على ذلك، نظرًا إلى تعذر إمكانية الحصول على العينات الحيوية من مختلف مناطق الدماغ الحي لدى الإنسان، توفر تقنيات التصوير العصبي الوسائل اللازمة غير الباضعة لفهم الأساس الحيوي الكامن خلف الاضطرابات العصبية. يأمل الباحثون في إمكانية استغلال هذا الفهم لأنماط التموضع الخاصة بمختلف الأمراض النفسية في الدراسات التحليلية لعلم الجينوم العصبي.

### التصوير بالرنين المغناطيسي
يمكن استخدام التصوير بالرنين المغناطيسي (إم آر آي) البنيوي بهدف تحديد المكون البنيوي من الدماغ. في سياق علم الجينوم العصبي على وجه التحديد، لعب التصوير بالرنين المغناطيسي دورًا كبيرًا في دراسة مرض آلزهايمر خلال العقود الأربعة الأخيرة. استُخدم في البداية من أجل استبعاد مسببات الخرف الأخرى، لكن أظهرت الدراسات الأخيرة إمكانية استخدام التصوير بالرنين المغناطيسي في كشف سمات وتغيرات مميزة لدى المرضى المصابين بمرض آلزهايمر. نتيجة لذلك، تُستخدم فحوصات التصوير بالرنين المغناطيسي في الوقت الحالي كأداة تصوير عصبي مساعدة على تحديد الفيزيولوجيا المرضية المكانية والزمانية لمرض آلزهايمر، مثل بعض التغيرات الدماغية المحددة والتصوير النشواني.
شكلت الطبيعة السهلة غير الباضعة لفحوصات التصوير بالرنين المغناطيسي حافزًا أمام المشاريع البحثية الهادفة إلى تتبع تطور الأمراض النفسية وبدء تطورها في الدماغ. أصبح مرض آلزهايمر الاضطراب الرئيسي المرشح في هذا النهج الطبوغرافي للأمراض النفسية. على سبيل المثال، تُستخدم فحوصات التصوير بالرنين المغناطيسي في الوقت الحالي بهدف تتبع المظاهر الوظيفية المعتمدة على المهام ومظاهر الراحة الخاصة بالدماغ لدى الأطفال المصابين بمرض آلزهايمر المتطور بصفة صبغية جسدية سائدة. وجدت هذه الدراسات مؤشرات على وجود بدء مبكر للتغيرات الدماغية لدى الأفراد المعرضين لخطر الإصابة بمرض آلزهايمر. يعمل مركز التميز للتوحد في جامعة كاليفورنيا في سان دييغو على إجراء دراسات التصوير بالرنين المغناطيسي على الأطفال ممن تتراوح أعمارهم بين 12 و42 شهر، بهدف تحديد خصائص شذوذات تطور الدماغ لدى الأطفال الذين يظهرون الأعراض السلوكية للتوحد.
أشارت أبحاث إضافية إلى وجود أنماط محددة للضمور في المخ (كتداعيات للتنكس العصبي) في العديد من الاضطرابات والأمراض العصبية المختلفة. يمكن تحديد هذه الأنماط النوعية للمرض الخاصة بترقي الضمور بواسطة التصوير بالرنين المغناطيسي، إذ يوفر ذلك سياق النمط الظاهري السريري اللازم لأبحاث علم الجينوم العصبي. يمكن أيضًا استخدام المعلومات الزمانية حول ترقي المرض التي يوفرها هذا النهج في تفسير حالات الاضطراب الجيني على المستوى الشبكي في الأمراض النفسية.

#### التخطيط البصري
تتمثل إحدى السمات الكابحة لمنهجيات تسلسل الجيل الثاني في وجود الحد الأعلى من النطاق الجينومي الذي يمكن الوصول إليه بواسطة الاقتران الزوجي. يشكل التخطيط البصري منهجية ناشئة مستخدمة في تخطي المتغيرات واسعة النطاق غير القابلة للكشف باستخدام قراءات النهاية المقترنة. أمكن تطبيق هذا النهج بشكل ناجح في كشف المتغيرات البنيوية في الأورام الدبقية للخلايا الدبقية قليلة التغصن، التي تمثل أحد أنواع سرطانات الدماغ. سلطت الأعمال الأخيرة الضوء أيضًا على تعددية أدوار المخططات البصرية في تحسين مجموعات الجينوم الحالية. ارتبط كل من إعادة الترتيب الصبغي، والحذف الميكروي والانتقال الكروموسومي واسع النطاق مع اضطراب الوظيفة المعرفية والعصبية، على سبيل المثال الاعتلال العصبي الوراثي والورام الليفي العصبي. يعمل التخطيط البصري على تحسين كشف المتغيرات بشكل هائل فضلًا عن الإبلاغ عن وحدات شبكة التفاعل الجيني للحالة المرضية في الاضطرابات العصبية.

#### دراسة أمراض الدماغ الأخرى
بصرف النظر عن الاضطرابات العصبية، يوجد العديد من الأمراض الأخرى التي تتظاهر في الدماغ وتمثل سيناريوهات حالة الاستخدام المثالية لتطبيق تصوير الدماغ في التحليل الشبكي. في مثال كلاسيكي لتحليلات التصوير الجينومي، قارنت دراسة بحثية في عام 2012 بين فحوص التصوير بالرنين المغناطيسي ومظاهر التعبير الجيني العائدة إلى 104 مريض من مرضى الأورام الدبقية بهدف التمييز بين نتائج العلاج وتحديد المسارات الجينية المستهدفة الجديدة في الأورام الأرومية الدبقية متعددة الأشكال (جي بي إم).
وجد الباحثون مجموعتين مختلفتين من المرضى الذي أظهروا تنظيمًا مختلفًا بشكل كبير للمادة البيضاء (المجموعة الباضعة مقابل غير الباضعة). أظهر تحليل المسار اللاحق لبيانات التعبير الجيني وجود خلل وظيفي ميتوكوندري باعتباره المسار الاساسي في النمط الظاهري للأورام الأرومية الدبقية متعددة الأشكال العدوانية ذات معدل الوفيات المنخفض.
قد يساهم التوسع في استخدام نهج تصوير الدماغ لتشمل الأمراض الأخرى في استبعاد الحالات المرضية الطبية الأخرى عند تشخيص الاضطرابات النفسية، لكن يتعذر استخدامها في الإبلاغ عن وجود الاضطراب النفسي أو غيابه.